# Friona flavipes
Friona flavipes är en stekelart som först beskrevs av Cameron 1902.  Friona flavipes ingår i släktet Friona och familjen brokparasitsteklar. Inga underarter finns listade i Catalogue of Life.